# Foursa
Foursa est une localité située dans le département de Sabcé de la province du Bam dans la région Centre-Nord au Burkina Faso. 

## Éducation et santé
Le centre de soins le plus proche de Foursa est le centre de santé et de promotion sociale (CSPS) de Sabcé tandis que le centre médical avec antenne chirurgicale (CMA) de la province se trouve à Kongoussi.
Foursa possède une école primaire publique sous paillote.